# Paco Herb

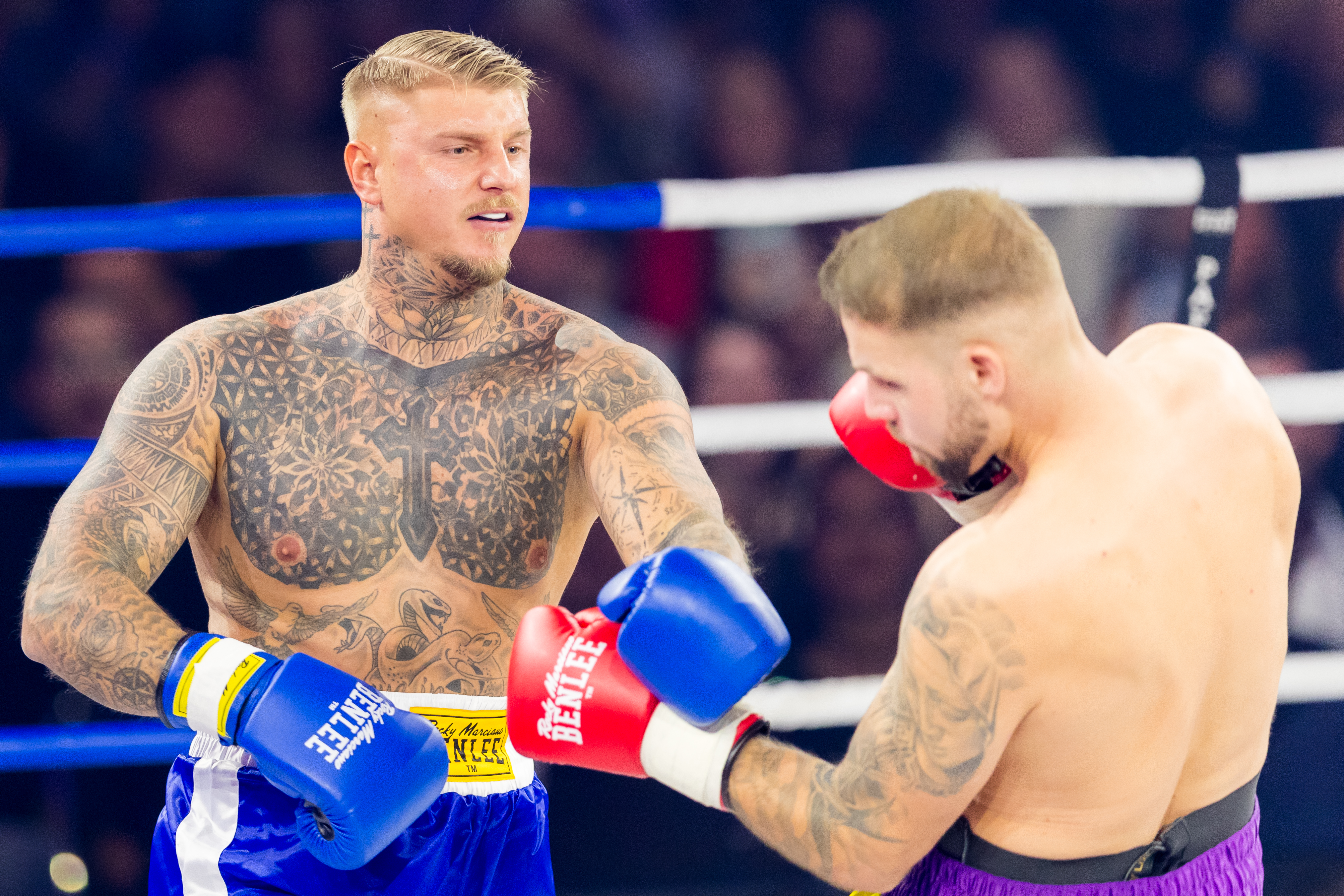
Paco Herb beim Fame Fighting (2023)

Paco Herb (* 1996 als Pascal Herb) ist ein deutscher Reality-TV-Teilnehmer.

## Leben
Bekannt wurde Paco Herb 2021 als Kandidat der fünften Staffel der Datingshow Love Island. Zusammen mit der Kandidatin Bianca Balintffy gewann er das Preisgeld von 50.000 EUR. 2022 nahm er an der dritten Staffel von Kampf der Realitystars – Schiffbruch am Traumstrand teil, 2023 an der RTL-Dating-Show Are You the One? Außerdem boxte er beim Fame Fighting gegen den Profi-Fußballer Jakub Merlan-Jarecki und war Teilnehmer der Survival-Show Good Luck Guys bei Joyn.
Im Januar 2024 trat Herb beim RTL Turmspringen mit dem Bachelorette-Kandidaten Zico Banach im Synchronspringen an. Im Prime-Video-Format The 50 gewann Herb im April 2024 50.000 Euro für eine seiner Instagram-Followerinnen. Im gleichen Monat veröffentlichte Herb seine Debüt-Single Fliegen.
Vor seiner Reality-TV-Karriere, diente Herb bei der deutschen Bundeswehr mehrere Jahre als Zeitsoldat. Außerdem absolvierte er eine zweite Ausbildung zum Fachangestellten für Bäderbetriebe und arbeitete als Bademeister.

## Fernsehauftritte
- 2021: Love Island (RTL2, Gewinner)
- 2022: Kampf der Realitystars – Schiffbruch am Traumstrand (RTL2, Teilnehmer)
- 2023: Are You the One? - Realitystars in Love (RTL+, Teilnehmer)
- 2023: Fame Fighting (SPORT Bild, Teilnehmer)
- 2023: Good Luck Guys (Joyn, Teilnehmer)
- 2024: RTL Turmspringen (RTL, Teilnehmer)
- 2024, 2025: The 50 (Prime Video, Gewinner (2024), Teilnehmer (2025))

## Diskografie
- 2024: Fliegen
- 2024: Lautlos